# SIGLEC8
SIGLEC8 (Sialic acid-binding Ig-like lectin 8; Ig-подобный лектин 8, связывающий сиаловую кислоту; CD329) — белок, молекула клеточной адгезии. Взаимодействует с сиаловыми кислотами. Продукт гена человека SIGLEC8. Ген расположен на хромосоме 19 на расстоянии 330 kb от гена того же семейства SIGLEC9. В семействе SIGLEC SIGLEC8 относится к подсемейству CD33-подобных белков, которые подвержены быстрым эволюционным изменениям.

## Локализация
Siglec-8 экспрессирован на эозинофилах, тучных клетках и в меньшей степени на базофилах. Уникальность белка состоит в его экспрессии иммунными эффекторными клетками при астме и аллергии. В эозинофилах и тучных клетках Siglec-8 появляется позже в развитии, т.е. на поздних этапах дифференцировки.
На тканевом уровне Siglec-8 mRNA наиболее высоко экспрессирован в лёгких, мононуклеарных клетках периферической крови, селезёнке и почках.

## Функции

### В эозинофилах
В полном соответствии с наличием ингибирующего домена ITIM было показано, что Siglec-8 является ингибиторным иммунорегуляторным рецептором. Связывание этого рецептора вызывает апоптоз эозинофилов. Связывание рецептора приводит к генерации активных форм кислорода и активации каспазы, что и вызывает апоптоз.

### В тучных клетках
В тучных клетках связывание Siglec-8 не вызывает апоптоза, но ингибирует FcεRIα-опосредованный вход кальция и высвобождение простогландина D2 и гистамина